# Saint-Philbert-de-Bouaine
Saint-Philbert-de-Bouaine – miejscowość i gmina we Francji, w regionie Kraj Loary, w departamencie Wandea.
Według danych na rok 1990 gminę zamieszkiwało 2 105 osób, a gęstość zaludnienia wynosiła 42 osoby/km² (wśród 1504 gmin Kraju Loary Saint-Philbert-de-Bouaine plasuje się na 275. miejscu pod względem liczby ludności, natomiast pod względem powierzchni na miejscu 72.).